# Poraniella echinulata
Poraniella echinulata är en sjöstjärneart som först beskrevs av Perrier 1881.  Poraniella echinulata ingår i släktet Poraniella och familjen Asteropseidae. Inga underarter finns listade i Catalogue of Life.